# Tulum (Stadt)
Tulum ist eine Küstenstadt mit ca. 33.000 Einwohnern und Hauptort einer Gemeinde (Municipio Tulum) mit ca. 47.000 Einwohnern im mexikanischen Bundesstaat Quintana Roo auf der Halbinsel Yucatán. Die Stadt zählt seit dem Jahr 2015 zu den Pueblos mágicos. Zur Gemeinde gehören auch die Orte Akumal und Cobá.

## Geografie
Die Stadt Tulum ist zweigeteilt. Das ehemalige Fischerdorf Tulum liegt an der Fernstraße Cancún–Chetumal, ca. 2 km Luftlinie vom Strand entfernt. Hier befinden sich die Verwaltung, das Postamt, Banken, Geschäfte, Schulen, Busbahnhof und Taxenstände, also fast die gesamte kommunale Infrastruktur. Direkt entlang der Küste ist eine ca. 7 km lange Zona Hotelera entstanden, die sich beständig nach Süden hin ausweitet. Sie ist von Hotel- und Ferienanlagen sowie ersten Souvenir- und Versorgungsgeschäften dominiert. Die beiden Teile sind mit einer breiten Zufahrtsstraße verbunden, die in der Verlängerung die Fernstraßenanbindung nach Valladolid ist.
Das Klima von Tulum ist tropisch mit einer Jahresdurchschnittstemperatur um 26 °C. Die Lage auf der yukatekischen Kalkplatte, in die die durchaus häufigen Niederschläge sofort einsickern und keine Oberflächengewässer bilden, hat ein savannenartiges Landschaftsbild mit Trockenwäldern (selva) zur Folge. Eine Ausnahme bilden die Cenotes, Ausspülungen der Kalkplatte, bei denen die Decke eingestürzt ist und ein ganzjährig gefülltes Wasserloch hinterlassen hat. Diese Seen verfügen über ein eigenes Mikroklima mit feuchttropischer Vegetation.
Direkt vor Tulums Küste liegt das karibische Riff, ein Korallenriff, das sich von der Nordspitze Yucatáns bis nach Belize hin erstreckt. Es schützt den Strand vor hohem Wellengang. Die karibische Küste ist Einfallstor für Hurrikane. Das Wort Hurrikan hat vermutlich seinen Ursprung in der Sprache der Maya und bedeutet hier „Gott des Windes“. Tulum liegt im direkten Gefährdungsgebiet.

## Bevölkerung
Tulum war ein Maya-Ort. Wegen des zunehmenden Tourismus haben sich seit den 1970er Jahren neben Mexikanern aus allen Landesteilen auch viele US-Amerikaner und Europäer angesiedelt. Sie betreiben zumeist Hotels, Restaurants und Handwerksbetriebe.
Beim Census im Jahr 2005 hatte die Stadt 14.790 Einwohner; im Jahr 2010 waren es 18.233 und im Jahr 2020 33.374.

## Geschichte
Die karibische Küste war seit der Maya-Zeit aufgrund ihrer natürlichen Ressourcen und des Küstenhandels wahrscheinlich durchgängig bewohnt. Das historische Tulum, damals vermutlich eine Art Neubausiedlung des nördlich liegenden Tankah, hatte wohl einen festen Platz im Küstenhandelsnetzwerk, das sich von El Meco über El Rey, Cozumel, Xel Há, Xcaret, Tankah/Tulum über Muyil bis nach Belize und Honduras erstreckte. Nach Ankunft der Spanier wurden die Maya-Stätten verlassen und der Küstenstrich versank in der Bedeutungslosigkeit. Eine verstreute Besiedlung durch Fischer und Subsistenzwirtschaft betreibende Bauern bestand dennoch, wie spanische Quellen zeigen.
Seit der Entscheidung der mexikanischen Regierung 1969, das Touristenzentrum Cancún zu gründen, rückte das damals bestehende Fischerdorf Tulum langsam ins touristische und regionalplanerische Augenmerk. Der Badeort verzeichnete eine stetig wachsende Bevölkerung. Durch die wirtschaftliche Entwicklung der jüngeren Geschichte erfuhr Tulum einen raschen Bedeutungszuwachs, so dass die Stadt seit 2008 das Zentrum des neu gegründeten gleichnamigen Verwaltungsbezirks (Municipio Tulum) ist.

## Kultur und Sehenswürdigkeiten

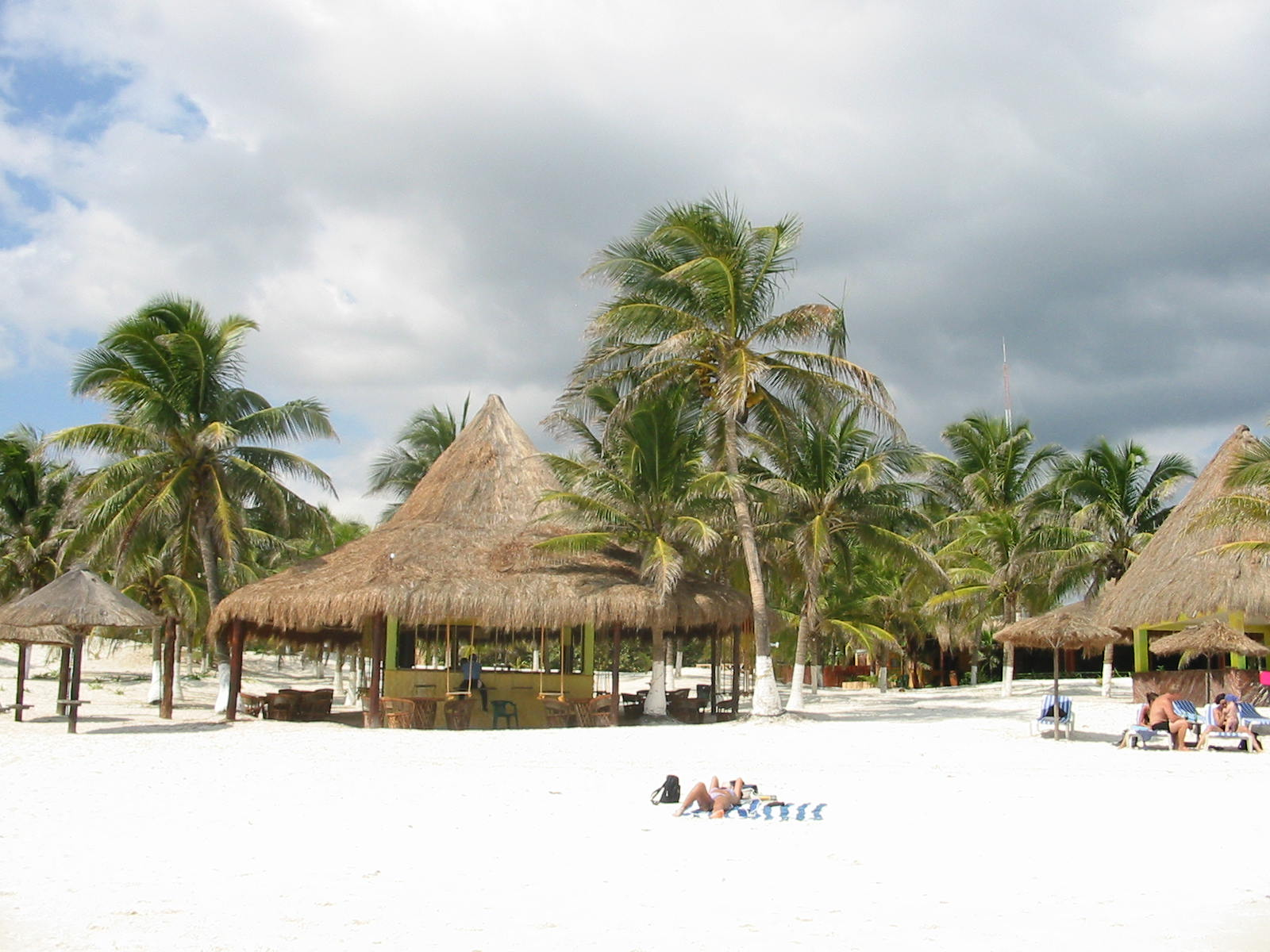
Palmenstrand im Süden von Tulum

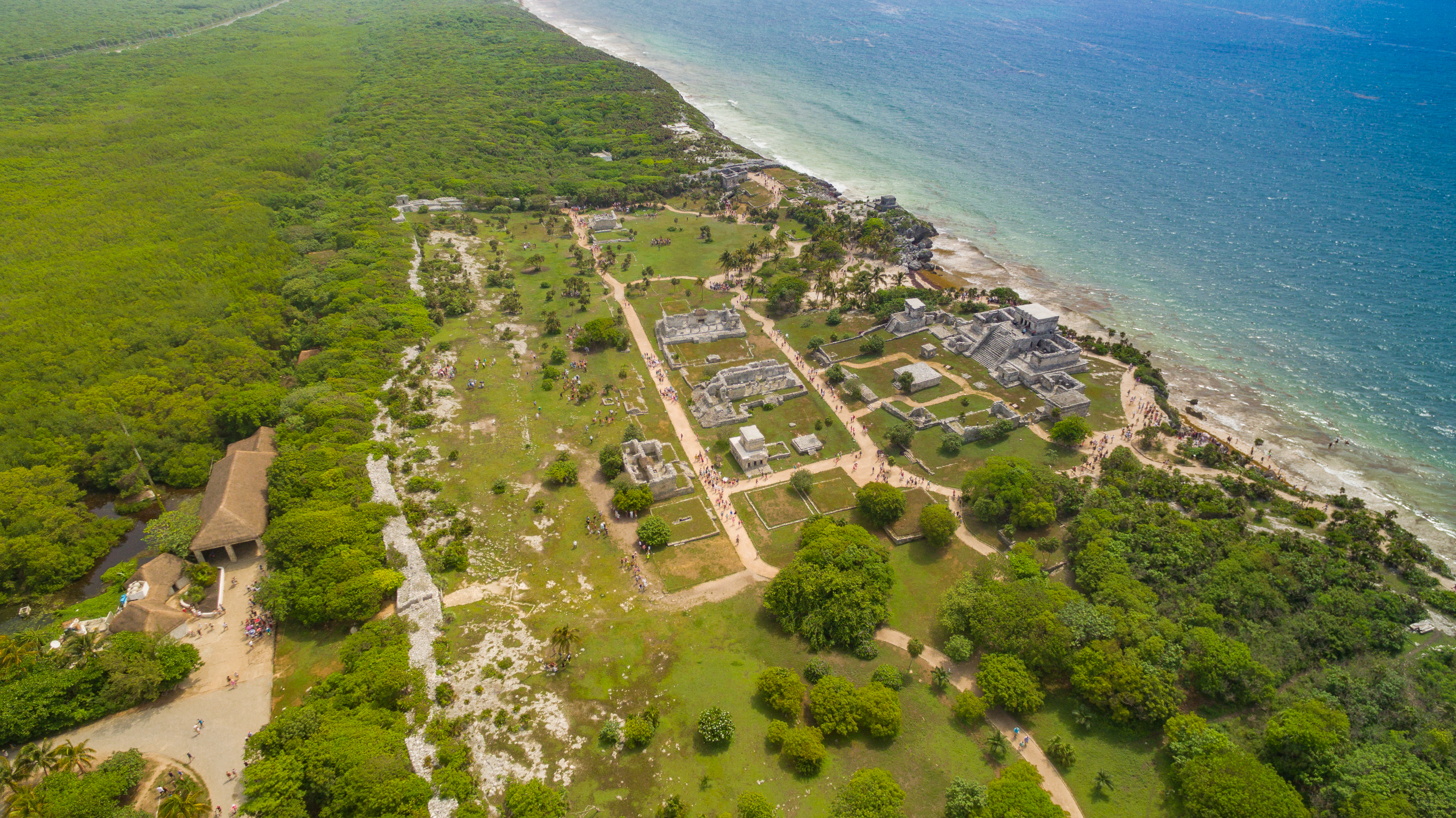
Maya-Ruinen von Tulum

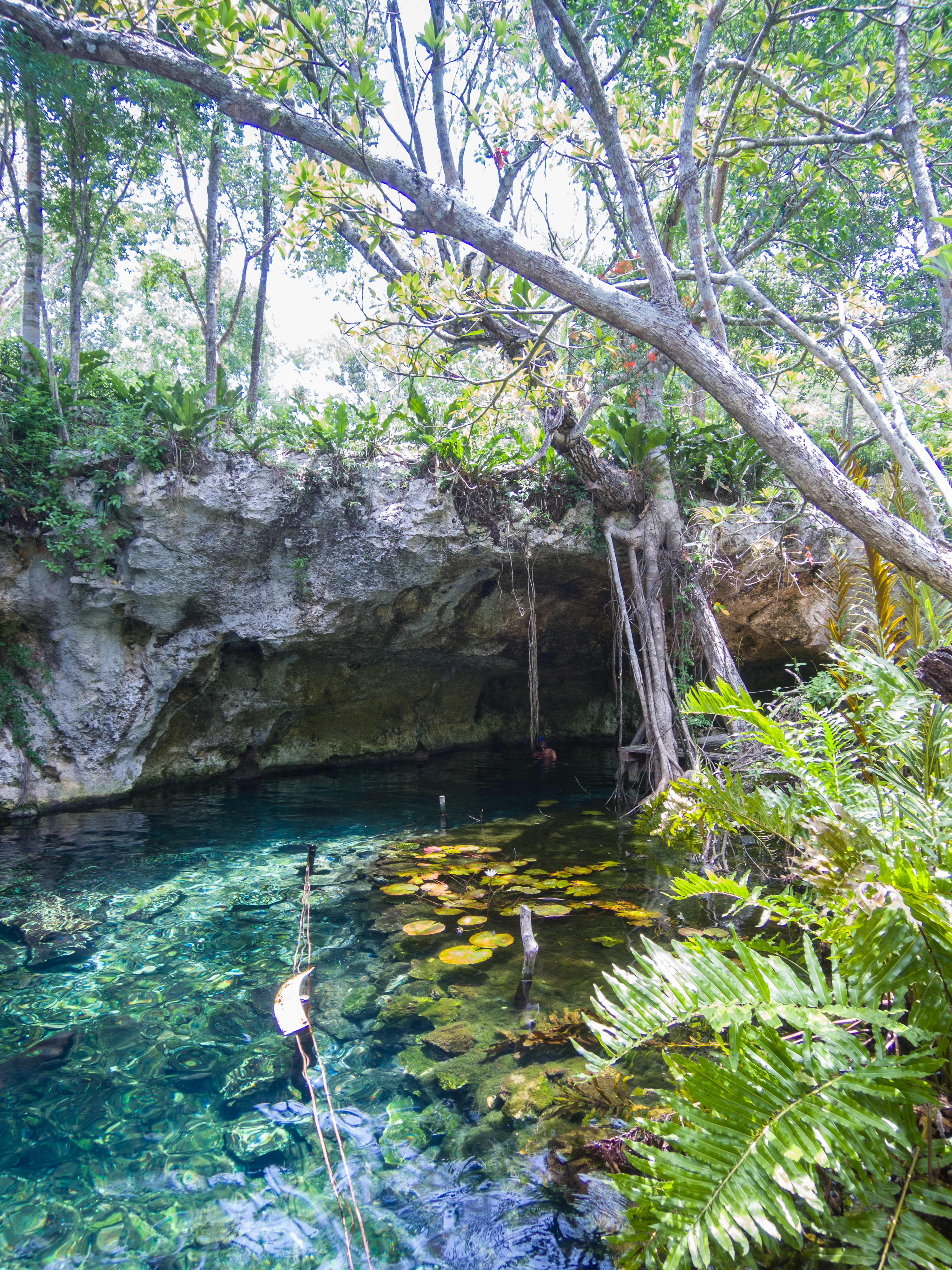
Grand Cenote Tulum

Mit seinen in Nord-Süd-Richtung verlaufenden feinen Stränden aus gleißend weißem Korallensand, die flach ins Meer abfallen, und dem vorgelagerten Riff, das die Brandung stark abschwächt, bietet die Zona Hotelera von Tulum gute Erholungs- und Bademöglichkeiten. Beliebt sind Schnorchel- oder Tauchausflüge am Riff. Man kann Hochseetouren zum Sportangeln machen. Die ehemals verbreitete Unterbringung der Touristen in einfachen Hütten (Cabañas, Palapas, ausgestattet mit Hängematten) aus Holz oder geflochtenen Matten ist fast vollständig durch Hotels und Ferienanlagen verdrängt.
In und um Tulum gibt es mehrere Cenotes, in denen man baden und tauchen kann. Einer davon, der Grand Cenote, liegt ca. 8 km nordwestlich der Stadt an der Straße nach Valladolid.
Wichtiger touristischer Anziehungspunkt sind die Mayaruinen von Tulum östlich der Stadt an der Autobahn nach Cancún. Das rituelle Zentrum von Zamá befindet sich am Nordende der Zona Hotelera und ist, da auf einer Klippe gebaut, vom Strand aus weithin gut sichtbar.
Lokale Anbieter veranstalten Tages- oder Halbtagestouren zu umliegenden Sehenswürdigkeiten bzw. Freizeitmöglichkeiten, so zum südlich von Tulum gelegenen Biosphärenreservat Sian Ka'an, das 1987 von der UNESCO zum Weltnaturerbe erklärt wurde. Auf einer Fläche von 5.280 km² finden sich unterschiedlichste Habitate mit einer reichen Tier- und Pflanzenwelt. Das Schutzgebiet erstreckt sich über Festland, Süß- und Salzwasserlagunen sowie Küsten- und Meeresflächen, einschließlich des vorgelagerten Riffs.
Die nichtstaatliche Organisation CeSiaK unterhält im Norden des Schutzgebietes ein Informationszentrum und veranstaltet Vorträge und Bildungsmaßnahmen zu Ökosystemen und Artenschutz. Projekte zur Umwelterziehung richten sich vor allem an die Grundschüler von Tulum; das Bildungsprogramm wird aus den Touristik-Einnahmen des Informationszentrums finanziert.
Darüber hinaus kann man Ausflüge zur Lagune von Akumal oder zu den Maya-Ruinen von Cobá und Muyil machen.

## Wirtschaft und Infrastruktur
Die Stadt liegt direkt an der bis Tulum an der Küste verlaufenden 4-spurigen Carretera federal 307, die die nördlichen Touristenzentren Cancún und Playa del Carmen mit Chetumal, der im Süden liegenden Hauptstadt von Quintana Roo, verbindet.
Tulum ist mit Fernbussen via Valladolid an die yukatekische Hauptstadt Mérida angebunden. Die Fernstraße ist bereits teilweise 4-spurig ausgebaut.
Im Dezember 2023 wurde der neue Flughafen Tulum eröffnet, der etwa 20 km westlich der Stadt liegt. Von ihm werden sowohl nationale als auch internationale Flugverbindungen angeboten.
Insgesamt gibt es einzelne Bestrebungen, eine stärker auf nachhaltigen Tourismus ausgerichtete Stadt- und Regionsentwicklung durchzuführen, insbesondere, da die touristische Expansion durch das im Süden liegende Biosphärenreservat begrenzt ist. Neue Sprachschulen für Spanisch, besonders ausgerichtet auf den europäischen Tourismus, sind in den letzten Jahren entstanden.